# Estadio Istiqlol
El Estadio Istiqlol en uzbeko: «Istiqlol» stadioni) es un estadio multiusos ubicado en la ciudad de Fergana, Uzbekistán. El estadio fue inaugurado en 2015 y cuenta con una capacidad para 20 500 espectadores sentados. Es utilizado por el club de fútbol FK Neftchi Fergana de la Super Liga de Uzbekistán.

## Historia
La construcción del estadio comenzó en enero de 2013 y se construyó en una zona cercana al aeropuerto internacional de Fergana, ya que el antiguo Estadio Fergana en uso desde 1932 y ubicado en el centro de la ciudad se hizo demasiado pequeño para la asistencia de aficionados. La construcción del estadio se completó en enero de 2015. El contratista principal del estadio es el gobierno de la región de Fergana, y se estima que se gastaron más de 15 millones de dólares durante los trabajos de construcción y montaje. 
El partido inaugural del nuevo estadio se celebró el 3 de abril de 2015, en un partido amistoso entre las selecciones nacionales Sub-20 de Uzbekistán y Nueva Zelanda, el partido terminó con la victoria de Uzbekistán por 1-0. El primer partido oficial de Liga en el nuevo estadio se disputó el 18 de marzo de 2015 con el partido entre el Neftchi Fergana y el Mash'al Mubarek. 
En estadio Istiqlol ha albergado en dos oportunidades la final de la Copa de Uzbekistán, en 2018, entre los clubes FC AGMK y el Pakhtakor Tashkent (3–1) y en 2024 entre FC Andijon y Navbahor Namangan (3–2).
El Estadio Istiqlol acogió seis partidos durante la Copa Asiática Sub-20 de la AFC 2023.

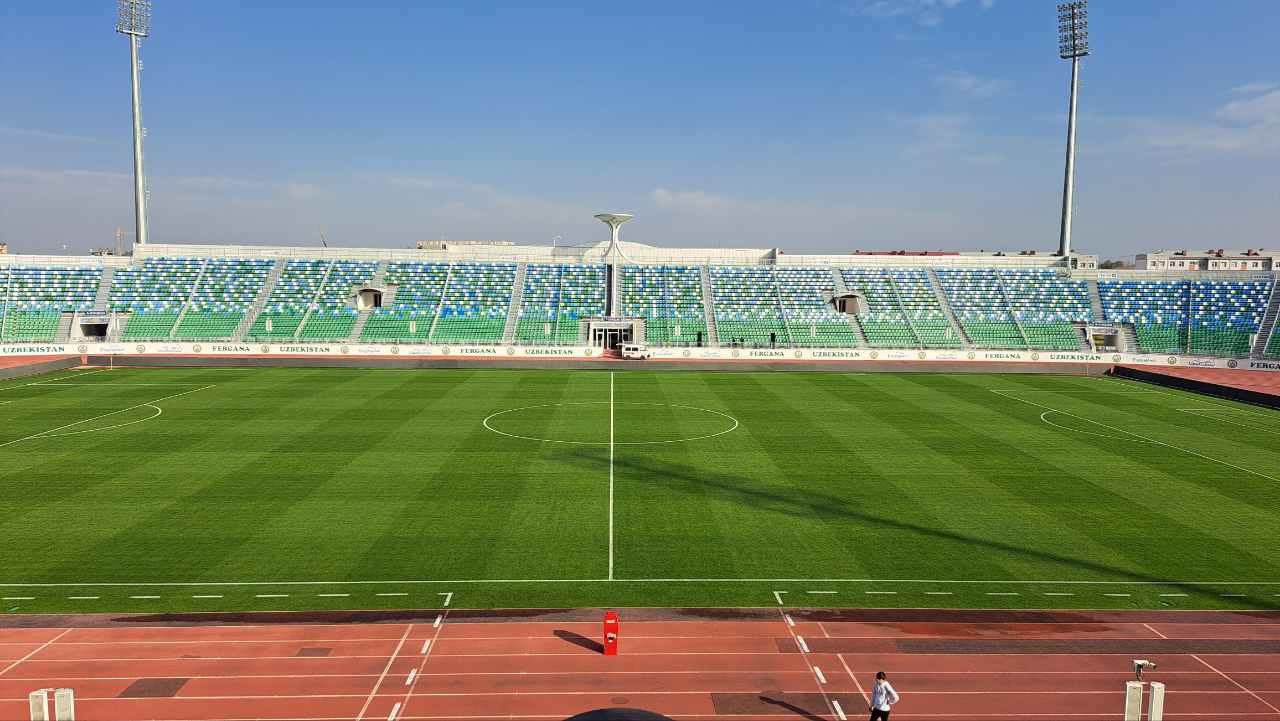